# Galliners
Galliners es una localidad española del municipio gerundense de Vilademúls, en la comunidad autónoma de Cataluña.

## Historia
La localidad, ya por entonces perteneciente al término municipal de Vilademúls, contaba hacia mediados del siglo XIX con 162 habitantes. Aparece descrita en el octavo volumen del Diccionario geográfico-estadístico-histórico de España y sus posesiones de Ultramar de Pascual Madoz de la siguiente manera:

GALLINES: l. en la prov., part. jud. y dióc. de Gerona (3 2/3 leg.), aud. terr., c g. de Barcelona (19), ayunt. de. Vilademuls: sit. al pie de una altura, cerca del r. Fluvia, con buena ventilación y clima saludable; las enfermedades comunes son fiebres intermitentes. Tiene 45 casas y una igl. parr. (Stos. Julian y Basilisa) servida por un cura de ingreso de provision real y ordinaria, un sacristán y un escolano, y una ermita dedicada á San Basilio al cuidado de un ermitaño. El terren es llano, de buena calidad, y le cruzan varios caminos locales. El correo se recibe de la cap. prod.: trigo, legumbres, vino y aceite; cria ganado y caza de distintas especies. pobl.: 32 vec., 162 alm. cap. prod.: 2.564,000. imp.: 64,100.
(Madoz, 1847, pp. 284-285)

En 2022 la entidad singular de población tenía censados 101 habitantes y el núcleo de población 64 habitantes.